# Eresia aveyrana
Eresia aveyrana är en fjärilsart som beskrevs av Bates 1864. Eresia aveyrana ingår i släktet Eresia och familjen praktfjärilar. Inga underarter finns listade i Catalogue of Life.